# Cnemaspis boiei
Cnemaspis boiei là một loài thằn lằn trong họ Gekkonidae. Loài này được Gray mô tả khoa học đầu tiên năm 1842. Loài này là đặc hữu Ấn Độ.

## Từ nguyên
C. boiei được đặt tên theo Friedrich Boie (1789–1870) hoặc em trai ông Heinrich Boie (1794–1827), các nhà tự nhiên học người Đức.

## Sinh sản
C. boiei là loài đẻ trứng.